# Attacco al De Cristofaro
L'attacco al De Cristofaro si verificò il 21 settembre 1972 nelle acque del Mar Mediterraneo a nord della Libia.
La corvetta della Marina Militare italiana Piero De Cristofaro, impegnata in una missione di vigilanza delle attività di pesca nelle acque internazionali a settentrione della costa libica, fu attaccata per due volte da aerei da caccia dell'Aviazione militare libica, che la mitragliarono più volte ferendo quattro membri del suo equipaggio; la corvetta sparò alcuni colpi d'avvertimento con l'artiglieria di bordo, inducendo infine i caccia libici a ritirarsi.
L'episodio portò a forti proteste diplomatiche italiane, cui i libici risposero porgendo scuse ufficiali per l'avvenuto incidente.

## Antefatti
Il 1º settembre 1969 un colpo di Stato delle forze armate portò alla deposizione del regime monarchico del re Idris di Libia e alla proclamazione di una repubblica retta da una giunta militare, alla cui guida si pose in breve tempo l'autonominato colonnello Muʿammar Gheddafi. Fedele agli ideali del nazionalismo arabo, il nuovo regime repubblicano si caratterizzò fin da subito per un atteggiamento altalenante nei confronti della vecchia potenza coloniale in Libia, l'Italia: nel luglio 1970 Gheddafi decretò l'abolizione unilaterale del precedente trattato tra Italia e Libia del 1956, che regolava le compensazioni dovute per il periodo coloniale e i diritti della residua comunità di italiani residenti in Libia; nei confronti di questi italo-libici, ammontanti all'epoca a circa 13000 persone, il nuovo regime avviò ben presto una campagna di discriminazione e confisca dei beni, obbligando in pochi mesi la maggior parte di loro a lasciare il paese ed espatriare in Italia. Subito dopo questo gesto di ostilità, tuttavia, il governo libico proclamò l'intenzione non solo di mantenere ma di espandere le relazioni economiche e commerciali in essere tra Italia e Libia: colloqui tra delegazioni di alto livello dei due paesi portarono alla definizione di accordi economici, in base ai quali l'Italia avrebbe fornito alla Libia specialisti e conoscenze tecniche per potenziare la sua industria petrolifera in cambio di un accesso privilegiato alle forniture di petrolio estratte dai pozzi libici. L'Italia divenne anche un interlocutore di punta nel campo della fornitura di armamenti moderni alla Libia, contribuendo significativamente ai massici piani di riarmo delle forze armate libiche varati da Gheddafi e finanziati dalle ricche rendite petrolifere del paese.
Se sul piano delle relazioni economiche i rapporti tra Italia e Libia proseguivano felicemente, i rapporti diplomatici continuavano a caratterizzarsi per una serie di gravi attriti, incentrati principalmente sulle richieste italiane di indennizzi per gli espropri di beni subiti dagli italo-libici e sulle parallele richieste dei libici di risarcimenti per il passato dominio coloniale. Altro punto sensibile dei rapporti tra le due nazioni riguardava la definizione dei confini marittimi della Libia e lo sfruttamento delle acque a settentrione del paese, ricche di giacimenti di idrocarburi come pure di zone favorevoli alla pesca: il governo di Gheddafi portò avanti pretese massimaliste sotto questo profilo, estendendo il limite delle acque territoriali libiche ben oltre i limiti previsti dalle convenzioni internazionali fino a rivendicare il controllo esclusivo dell'intero golfo della Sirte.

## L'attacco
Alle 14:00 del 20 settembre 1972, la corvetta della Marina Militare italiana Piero De Cristofaro lasciò la base di Augusta in Sicilia per dirigere verso le acque prospicienti la Libia. Entrata in servizio nel dicembre 1965 come prima unità dell'omonima classe, il De Cristofaro era una moderna unità da 940 tonnellate di dislocamento ottimizzata per la lotta antisommergibile, armata con due cannoni da 76/62 mm a impiego duale antinave/antiaereo, un lanciabombe e due impianti di lanciasiluri antisommergibili; l'equipaggio ammontava a 128 tra ufficiali, sottufficiali e marinai. Come le sue tre gemelle, la corvetta De Cristofaro era frequentemente impegnata in missioni di vigilanza nelle acque del canale di Sicilia e del Mediterraneo centrale, in particolare per sorvegliare le attività delle flotte di pescherecci italiani e impedire che questi, da un lato, venissero arbitrariamente fermati e sequestrati dalle unità guardapesca dei paesi del Nordafrica e, dall'altro, che le navi italiane sconfinassero in zone di pesca riservate ad altre nazioni.
Il De Cristofaro raggiunse le acque a nord-est di Tripoli la mattina del 21 settembre, entrando in contatto con quattro pescherecci italiani delle flottiglie di Mazara del Vallo e San Benedetto del Tronto impegnati a pescare a non meno di 20 o 30 miglia dalle coste della Libia, in piene acque internazionali. Alle 10:20 il De Cristofaro venne approcciato da un aereo da caccia Dassault Mirage 5 dell'Aviazione militare libica: il velivolo transitò nelle vicinanze della corvetta a una quota di 800 metri, ma si allontanò senza dare alcun segno di ostilità. Quattro ore più tardi, intorno alle 14:20, un secondo Mirage libico tornò nella zona dove incrociava il De Cristofaro: dopo aver effettuato tre sorvoli a bassa quota della corvetta, al quarto passaggio il velivolo aprì il fuoco con le mitragliere da 30 mm di bordo; vari colpi raggiunsero la murata di dritta della nave, e due membri dell'equipaggio italiano (il cannoniere Luigi Fiorbello e il sergente Nicola Garofalo) riportarono ferite leggere mentre si mettevano al riparo. Il caccia libico si allontanò senza altri gesti ostili, ma il comandante del De Cristofaro, capitano di corvetta Franco Barbalonga, ordinò il posto di combattimento per l'equipaggio, avvertì i comandi a terra dell'avvenuto attacco e segnalò ai pescherecci italiani di allontanarsi.
Alle 16:52 un altro caccia Mirage libico arrivò in vista del De Cristofaro e, ancora una volta senza preavviso, aprì il fuoco sull'unità con le mitragliere di bordo: vari colpi raggiunsero l'opera morta della nave verso poppa sul lato sinistro, causando ferite al marinaio Domenico Di Giorgio e, in maniera più grave, al silurista Giuseppe Ornato, raggiunto alla schiena da una scheggia staccatasi da una paratia. Mentre il velivolo libico virava per compiere un secondo passaggio, il De Cristofaro aprì il fuoco con il cannone da 76/62 mm di poppa, sparando tre colpi a una distanza di 4000 metri i quali esplosero nelle vicinanze del caccia libico: questa reazione fu più che sufficiente a indurre il velivolo a rompere il contatto e ritirarsi senza dare altri segni di ostilità. Un altro Mirage libico su avvistato nelle vicinanze della corvetta intorno alle 19:00, ma si limitò a sorvegliare la zona da lontano.

## Conseguenze
Informato degli attacchi al De Cristofaro, il comando italiano fece salpare da Augusta alle 18:00 la corvetta Salvatore Todaro (gemella dell'unità attaccata), seguita due ore più tardi dal cacciatorpediniere Geniere; alle 03:00 del 22 settembre lasciò Taranto un secondo gruppo navale italiano con l'incrociatore lanciamissili Vittorio Veneto, il cacciatorpediniere Fante e la fregata Canopo, mentre l'Aeronautica Militare distaccava presso l'aeroporto di Trapani-Birgi una sezione di caccia intercettori Lockheed F-104 Starfighter. Il gruppo formato dal Todaro e dal Geniere raggiunse il De Cristofaro intorno alle 14:00 del 22 settembre, consentendo alla corvetta di rientrare ad Augusta nelle prime ore del 23 settembre per sbarcare i feriti. Supportati a distanza dal gruppo del Vittorio Veneto, Todaro e Geniere portarono a termine la missione di vigilanza pesca senza subire alcun gesto ostile da parte dei libici, i cui caccia si limitarono a osservare a distanza le navi italiane.
Non sono mai state del tutto chiarite le ragioni degli attacchi dei velivoli libici alla corvetta italiana. Il governo italiano avanzò immediate proteste diplomatiche per l'azione ostile dei libici, ottenendo delle scuse ufficiali da parte del primo ministro di Tripoli Abdessalam Giallud il quale espresse «rammarico» per l'avvenuto incidente.